# Fred Sablan
Fred Sablan (ur. 28 kwietnia 1970 w Cupertino) – amerykański muzyk, basista w zespole Marilyn Manson. Jest także basistą oraz okazjonalnie gitarzystą w Goon Moon. Były basista Butcher Holler i gitarzysta Crack.

## Kariera muzyczna

### Crack (1993-2001) & Butcher Holler (2001-2003)
Pod koniec lat 90. Fred Sablan występował jako gitarzysta punkrockowego zespołu Crack. Później został basistą zespołu Butcher Holler co zaowocowało albumem I Heart Rock, który brzmi jak „Black Sabbath zmieszany z Roxy Music”. Po rozpadzie zespołu Fred Sablan kontynuował nagrywanie muzyki z innym artystami.

### Goon Moon
Od lipca 2007 roku jest zaangażowany jako basista oraz okazjonalnie gitarzysta w zespole stworzonym przez Jeordie White, znany jako Twiggy Ramirez. Fred Sablan poznał go przez wspólnego przyjaciela i byłego gitarzyste Nine Inch Nails, Aaron North.

### Marilyn Manson
W lipcu 2010 roku Fred Sablan został mianowany basistą zespołu Marilyn Manson. Był związany z nagraniem płyty Born Villain oraz uczestniczy w trasie koncertowej Hey, Cruel World Tour, która rozpoczęła się w lutym 2012 roku.

## Dyskografia
Crack
- 1995: „Puberty”
- 1997: „Losing One’s Cool”

Butcher Holler
- 2003: „I Heart Rock”

Marilyn Manson (zespół muzyczny)
- 2012: Born Villain